# Chuỗi cung ứng tiếp thị
Chuỗi cung ứng tiếp thị là chuỗi các nhà cung cấp mà một tổ chức dựa vào để sản xuất các tài liệu tiếp thị (in, sản phẩm quảng cáo và điểm bán hàng) để tiếp thị sản phẩm và dịch vụ của họ.
Chuỗi cung ứng tiếp thị thường được tạo thành từ các đối tác trong và ngoài tổ chức - chẳng hạn như quản lý thương hiệu, dịch vụ tiếp thị, đại lý, đội bán hàng trực tiếp, người mua, nhà in, nhà thực hiện và nhiều người khác.
Từ tài liệu quảng cáo sản phẩm và tờ rơi quảng cáo đến hệ thống điểm bán và bảng hiệu cửa hàng, mỗi nguồn cung cấp này phải được mua, quản lý và phân phối cho khách hàng, đội bán hàng, văn phòng chi nhánh, đại lý bán lẻ, đại lý, nhà phân phối và các đối tượng quan trọng khác trên thế giới.

## Lưu lượng
Tương tự như môi trường sản xuất, chuỗi cung ứng tiếp thị chủ yếu được chi phối bởi một quy trình hoặc "dòng chảy" thường bao gồm:
- Sáng tạo - xác định và phát triển tài liệu tiếp thị để đáp ứng nhu cầu của khách hàng và/hoặc để hỗ trợ các sáng kiến bán hàng,
- Sản xuất - nhận tài liệu ở dạng cuối cùng thông qua tìm nguồn cung ứng, in ấn hoặc phát triển Web,
- Kho bãi - công nghệ, chiến lược lưu trữ, lập kế hoạch,
- Hoàn thành - quản lý đơn hàng, tiêu chuẩn dịch vụ, vận chuyển và theo dõi sử dụng / tiêu thụ - cách thức sử dụng và hiển thị vật liệu trong lĩnh vực này và được lưu trữ dựa trên tính thời vụ hoặc tính sẵn có của sản phẩm / dịch vụ,
- Phản hồi - thu thập thông tin để sàng lọc liên tục; từ báo cáo hàng tồn kho, số liệu quản lý, phản hồi của lĩnh vực / khách hàng.

## Công nghệ
Lĩnh vực công nghệ để đáp ứng nhu cầu cho toàn bộ chuỗi cung ứng tiếp thị vẫn còn một chút ngắt kết nối. Một loại mới của Nền tảng quản lý tiếp thị toàn diện đang trên đường đến thị trường. Những nền tảng này cho phép các nhà tiếp thị cung cấp quyền truy cập vào tài liệu tiếp thị của họ cho bất kỳ ai chịu trách nhiệm quảng bá thương hiệu. Điều này có thể bao gồm các nhóm bán hàng, nhân viên, nhà cung cấp, đối tác, chi nhánh hoặc bất kỳ ai khác mà nhà tiếp thị xác định nhu cầu truy cập. Nói chung, các nền tảng này được giao nhiệm vụ với các tính năng sau:
- Bảo vệ thương hiệu, bảo vệ ngân sách và bảo vệ hàng tồn kho: Khi các nhà tiếp thị mở ra quyền truy cập cho mọi người để kéo các tài liệu tiếp thị thông qua các phương pháp tự động, phải có các biện pháp kiểm soát để đảm bảo chúng được sử dụng theo các chỉ thị của công ty.
- Quảng bá thương hiệu; Về mặt vật lý, kỹ thuật số và xã hội: Các nền tảng phải có khả năng hỗ trợ một số phương tiện khác nhau để có thể thực sự xử lý toàn bộ chuỗi cung ứng tiếp thị.
- Tuyên truyền các tài liệu; Nhanh chóng, dễ dàng và hiệu quả: Với chuỗi cung ứng phức tạp, các công nghệ này phải có khả năng kết nối với nhiều nhà cung cấp / nhà sản xuất và đảm bảo họ có khả năng nhanh chóng sản xuất, mua sắm và hoàn thành các nguyên liệu đến đích.

Theo thời gian, hầu hết các chuỗi cung ứng có thể phát triển cồng kềnh và khó sử dụng khi các đối tác mới, sản phẩm mới và công nghệ mới được thêm vào, dẫn đến tăng chi phí, giảm mức độ dịch vụ và mất kiểm soát tổng thể. Một số công ty tư vấn lớn nhất thế giới ước tính rằng có tới 60% chi phí tiếp thị liên quan đến các lĩnh vực phụ trợ phi sản phẩm (phân phối, con người, vận chuyển hàng hóa, lưu trữ, lỗi thời, công nghệ, quản lý hàng tồn kho, v.v.).
Các công ty đã giải quyết việc giảm chi phí từ triết lý "chi tiêu lớn nhất trước tiên". Do đó, một số cơ hội tiết kiệm chi phí rất lớn thường bị bỏ qua, chẳng hạn như nguyên liệu và vật tư gián tiếp - những sản phẩm và dịch vụ không phải là cốt lõi hoặc trực tiếp của sản phẩm hoàn chỉnh của công ty.
Bằng cách thực hiện một cách tiếp cận chuỗi cung ứng tiếp thị hoàn chỉnh, xác định sự thiếu hiệu quả và phát triển các hoạt động kinh doanh tốt nhất, các công ty có thể cải thiện quy trình chuỗi cung ứng tiếp thị của họ. Gia công quy trình có thể giúp quản lý tổng chi phí chuỗi cung ứng tiếp thị và có thể cung cấp cơ hội đo lường trong tiếp thị, một trong những thách thức lớn trong nghề nghiệp.